# Stade Mouscronnois (508)
Stade Mouscronnois was een Belgische voetbalclub uit Moeskroen. De club was aangesloten bij de KBVB met stamnummer 508. De club speelde in haar bestaan bijna twee decennia in de nationale reeksen, maar ging in 1964 op in fusieclub Excelsior Moeskroen.

## Geschiedenis
In 1922 werd in Moeskroen Stade Mouscronnois opgericht, nadat eerder dat jaar ook al AA Mouscronnoise was opgericht en aangesloten bij de Belgische Voetbalbond. In mei 1925 sloot uiteindelijk ook Stade zich aan bij de Voetbalbond. Bij de invoering van de stamnummers in 1926 kreeg Stade stamnummer 508 toegekend; het oudere AA Mouscronnoise had 224 gekregen. Beide Moeskroense clubs speelden in de regionale reeksen.
In 1938, kort voor het uitbreken van de Tweede Wereldoorlog, bereikte Stade Mouscron als eerste Moeskroense club de nationale bevorderingsreeksen, in die tijd het derde niveau. De club kon er zich handhaven, maar de volgende seizoenen werden de competities onderbroken door de oorlog. Tijdens de volgende oorlogsjaren bleef de club nog twee seizoenen in Bevordering, tot men in 1943 voorlaatste eindigde en degradeerde.
Na de oorlog, in 1945, werden verschillende gedegradeerde clubs weer opgevist en Stade keerde terug in Bevordering. De club hoorde er de eerste jaren bij de beteren. In 1947 werd Stade zelfs tweede in zijn reeks, op een gedeelde plaats met SK Roeselare, dat echter minder wedstrijden had verloren en daarom reekswinnaar werd. Stade miste zo een promotie. De club bleef het tot eind jaren 40 goed doen, maar zakte daarna weg in de middenmoot. In 1951 werd de club koninklijk en de naam werd Royal Stade Mouscronnois. In 1952 werden grote competitiehervormingen doorgevoerd. Men creëerde een nieuwe Vierde Klasse, die voortaan de bevorderingsreeksen zou vormen, en het aantal clubs in de hogere reeksen werd gereduceerd. Door deze inkrimping moest ook Stade een niveau zakken, al bleef de club toch op het nationale niveau spelen, in de nieuwe Vierde Klasse. Na een paar goede seizoenen eindigde men daar echter op een gedeelde 13de plaats met SK Deinze, terwijl de 14de plaats een degradatieplaats was. Een barragewedstrijd moest de eindplaats van beide ploegen bepalen. Moeskroen verloor met 1-0 en degradeerde zo na meer dan een decennium terug naar de provinciale reeksen.
Na drie seizoenen provinciaal voetbal keerde Stade in 1959 terug in de nationale Vierde Klasse. De club kon er zich weer goed handhaven in de middenmoot en in 1962 strandde men al op een tweede plaats op één punt van reekswinnaar Zwevegem Sport. Het volgende seizoen deed Stade het nog beter en de club won zijn reeks. Voor het eerst promoveerde de club zo in 1963 uit Bevordering. Het eerste seizoen in Derde Klasse eindigde men meteen in de middenmoot.
In 1964 kwam het tot een fusie tussen de twee oude Moeskroense clubs, Stade Mouscronnois en ARA Mouscronnoise, dat altijd in de provinciale reeksen was blijven spelen. De fusieclub werd Excelsior Mouscron genoemd, een paar maand later Royal Excelsior Mouscron, en speelde verder met stamnummer 224 van ARA. Stamnummer 508 van Stade verdween definitief. Fusieclub Excelsior Moeskroen speelde wel verder op de plaats van Stade in Derde Klasse.